# 落葉広葉樹林
落葉広葉樹林（らくようこうようじゅりん、英: Deciduous broad-leaved forest）とは、生育に不適な季節になると全ての葉を落とす広葉樹の森林。乾季の乾燥に応じて葉を落とす例と、冬季の低温に対応して葉を落とす例がある。前者は雨緑林と呼ばれ、熱帯から亜熱帯にかけての乾季と雨季のはっきりした地域に見られる。後者は夏緑林と呼ばれ、温帯から亜寒帯にかけての降水量の多い地域に分布する。

## 冷温帯
広葉樹は広い葉によって効率良く光を吸収できるが、逆に蒸散も多い。また、針葉樹の仮導管と違い太い導管を持つ。そのため、寒い冬には導管液の凍結と融解によってエンボリズム（導管内に気泡が生じ導管液が送れなくなる現象）が起きる。これを避けるため、ある程度寒い地方に適応した落葉広葉樹は秋になると葉を落とし、水分の消費を抑え、休眠状態で春を待つ。
一方、針葉樹は蒸散も少なく、導管も細いためこの原因によるエンボリズムは起きにくく、冬に全ての葉を落とす種は少ない。また、常緑広葉樹は温かい地方に成育するので、同様に、冬に全ての葉を落としたりはしない。

### 日本
日本では落葉広葉樹林は照葉樹林より寒冷な地域に見られる。水平的には平地では中部の山沿いから東北、北海道の南部にかけて、垂直的には本州南部では標高約1000m以上に分布する。北側、寒冷地側では亜高山帯針葉樹林に接する。主な種はブナ、ミズナラ、カエデなど。特にブナが中心になるので、ブナ帯とも呼ばれる。また、谷間ではトチノキやサワグルミを中心とした森林がより低標高から見られる。
また、照葉樹林帯の森林が再三の伐採など、強く人為的攪乱を受けた場合、コナラやアベマキ・クヌギなどの落葉樹を中心とする森林に変化する。関東地方の里山の落葉広葉樹林はこの例である。
日本の適潤気候下の落葉広葉樹林には、褐色森林土（土壌）が発達する。